# Jean-Kévin Duverne
Jean-Kévin Duverne (Parigi, 12 luglio 1997) è un calciatore haitiano con cittadinanza francese, difensore del Nantes e della nazionale haitiana.

## Biografia
Nato nel XIX arrondissement di Parigi da una bambinaia, ha due fratelli, Emmanuel e Harley, e una sorella, Prescilla.
È sposato con una ragazza conosciuta nel suo quartiere di Épinay-sur-Seine, con la quale ha avuto due figli, Kenzo e Kaëron.

## Carriera

### Club

#### Inizi e Lens

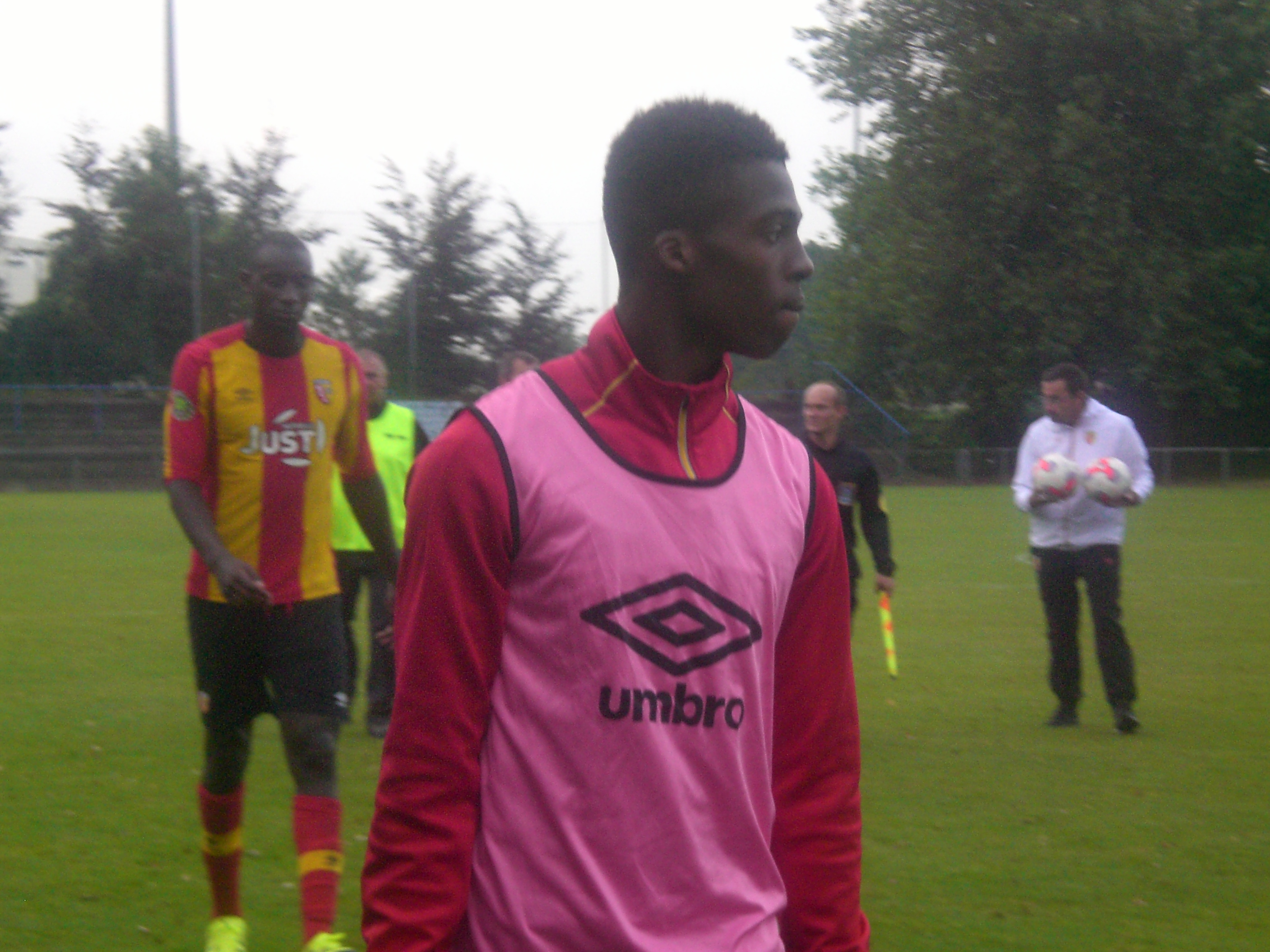
Jean-Kévin durante un allenamento con il nel 2015.

Inizia a giocare a calcio all'età di 11 anni presso l'accademia di calcio di Épinay-sur-Seine, dove si unisce grazie a Salamou e Gagny, due suoi amici, che lo presentarono all'allenatore del club Roland Pacome Ossouho. Nel 2010, all'età di 13 anni, entra a far parte del settore giovanile del Lens, dove scala rapidamente le gerarchie arrivando a giocare, nel 2014, a 17 anni, in seconda squadra nel Championnat de France amateur.
Durante la stagione 2015-2016, gioca 16 partite con la squadra riserve, attirando l'attenzione di diversi club inglesi come il Tottenham, il Liverpool e il Southampton, dicendo tuttavia di rimanere al Lens, siglando il suo primo contratto professionistico.
Durante il precampionato della stagione 2016-2017, viene promosso in prima squadra, ottenendo presto, grazie alle sue prestazioni, la fiducia dell'allenatore Alain Casanova. Inizia la stagione come sostituto giocando la sua prima partita sostituendo Mathias Autret, in una gara di Ligue 2 contro il Tours,
A fine stagione si mostra come una della maggiori rivelazioni del campionato, ottenendo un totale di 36 presenze.
Riprende la stagione successiva nei panni di indiscusso titolare, tuttavia la sua squadra colleziona ben sette sconfitte consecutive, per cui l'allenatore Alain Casanova viene rimosso dal suo incarico e sostituito da Eric Sikora, che lo conferma come titolare.

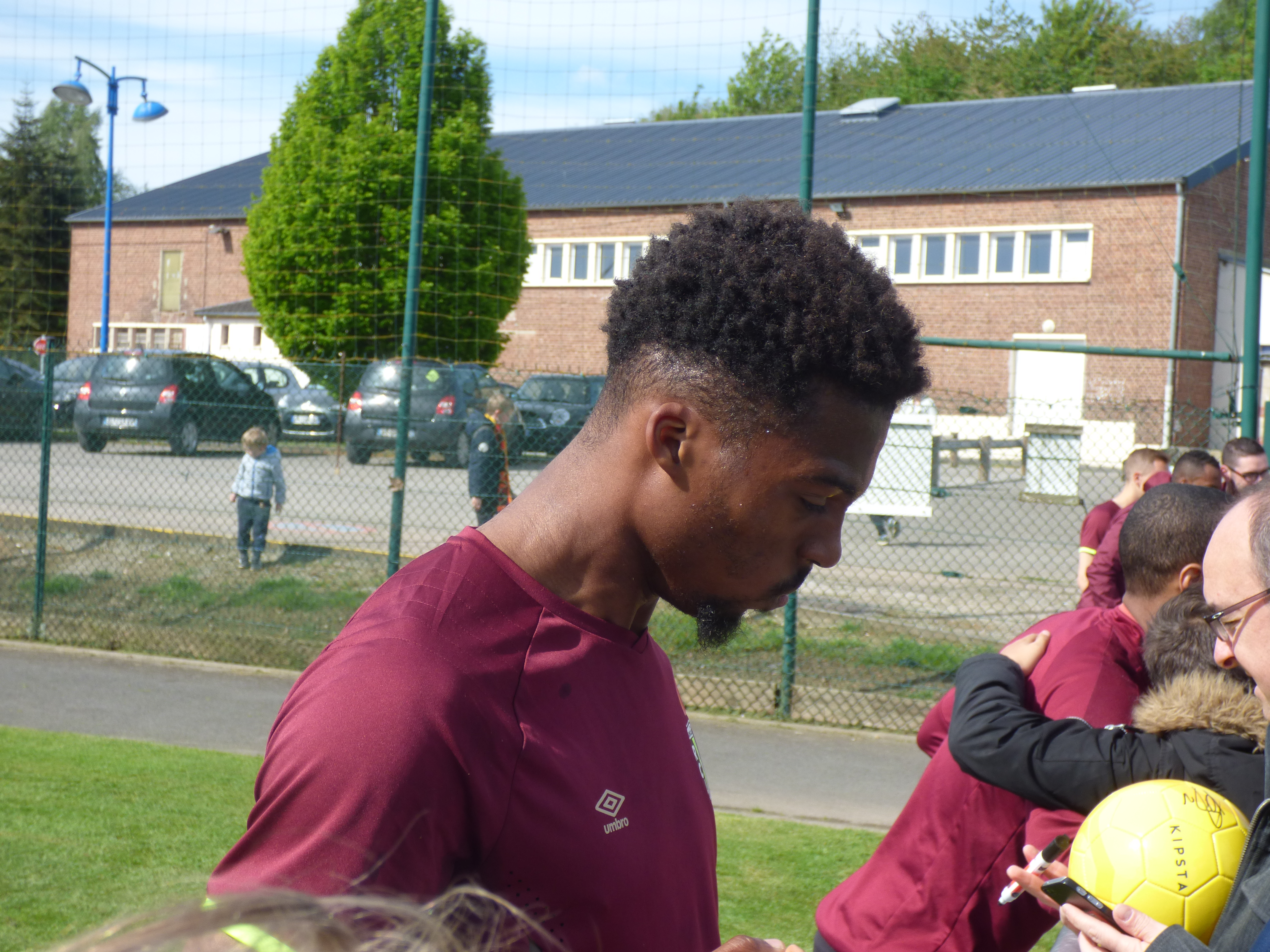
Jean-Kévin mentre firma autografi nel maggio del 2018.

La stagione successiva, a causa dell'infortunio al ginocchio perde 232 giorni per un totale di 25 partite, ritornando in campo il 30 novembre 2018.
Una volta pienamente in forma, partecipa, con il suo club, alla scalata della classifica. Il 2 giugno 2019, nella partita contro il Digione persa per 3-1, segna il suo primo gol in carriera.
Conclusa la stagione, annuncia in un'intervista a L'Equipe la sua volontà di non giocare più per i lensois, accusando la dirigenza di aver prolungato il suo contratto fino al 2020 a sua insaputa.

#### Brest
Il 2 settembre 2019, a poche ore dalla fine della sessione estiva di calciomercato, si trasferisce a titolo definitivo al Brest per 1,6 milioni di euro più il 25% di una futura cessione. Debutta in Ligue 1 nel successivo ottobre contro l'Angers.
Ottiene sin da subito la fiducia dell'allenatore Olivier Dall'Oglio, che la stagione successiva lo nomina capitano dei brestois. Tuttavia, alla fine di gennaio 2021, perde sia il posto da titolare che la fascia al braccio, concludendo la seconda stagione in Ligue 1 giocando 27 partite e segnando una rete.
La stagione successiva con l'avvicendamento in panchina dell'armeno Michel Der Zakarian, ritrova la titolarità e la fascia da capitano, ottenendo 40 presenze totali.

#### Nantes e prestito
Rimasto svincolato, il 30 agosto 2023 viene acquistato dal Nantes. Il 17 settembre successivo debutta in Ligue 1 con i canarini contro il Clermont Foot (vittoria 0-1), subentrando a gara in corso a Marquinhos.
Dopo solo una stagione e mezza, a causa del suo scarso rendimento e della poca affidabilità in difesa, il 29 gennaio 2025 viene ceduto in prestito al Kortrijk.
Pochi giorni dopo bagna il proprio debutto con una rete, che apre le marcature nella sconfitta casalinga per 1-2 contro il Westerlo, ripetendosi la settimana successiva.

### Nazionale
In possesso della doppia cittadinanza, francese e haitiana, il 30 maggio 2018, viene selezionato per partecipare al torneo di Tolone con la nazionale Under-20 francese, ma subisce la rottura del legamento crociato che lo costringe, sia a terminare la stagione, che a rinunciare alla chiamata in nazionale.
Il 6 ottobre 2023 riceve la prima convocazione con la nazionale haitiana in vista di alcune gare di CONCACAF Nations League, senza tuttavia debuttare.
Riconvocato nel marzo successivo, il 22 dello stesso mese debutta con la nazionale rossoblù nell'amichevole conclusa in parità (1-1) contro la Guyana francese.
Segna la prima rete in maglia haitiana alla seconda presenza in assoluto il 6 giugno 2024 contro la nazionale di Saint Lucia: nell'occasione mette a segno la rete del momentaneo pareggio nel 2-1 finale.

## Statistiche

### Presenze e reti nei club
Statistiche aggiornate al 4 maggio 2025.
| Stagione        | Squadra         | Campionato      | Campionato | Campionato | Coppe nazionali | Coppe nazionali | Coppe nazionali | Coppe continentali | Coppe continentali | Coppe continentali | Altre coppe | Altre coppe | Altre coppe | Totale | Totale | Totale |
| Stagione        | Squadra         | Comp            | Pres       | Reti       | Comp            | Pres            | Reti            | Comp               | Pres               | Reti               | Comp        | Pres        | Reti        | Pres   | Reti   |        |
| --------------- | --------------- | --------------- | ---------- | ---------- | --------------- | --------------- | --------------- | ------------------ | ------------------ | ------------------ | ----------- | ----------- | ----------- | ------ | ------ | ------ |
| 2016-2017       | Lens            | L2              | 37         | 0          | CF+CdL          | 2+1             | 0               |                    | -                  | -                  |             | -           | -           | 40     | 0      |        |
| 2017-2018       | Lens            | L2              | 36         | 0          | CF+CdL          | 4+1             | 0               |                    | -                  | -                  |             | -           | -           | 41     | 0      |        |
| 2018-2019       | Lens            | L2              | 14+4       | 0+1        | CF+CdL          | 0+0             | 0               |                    | -                  | -                  |             | -           | -           | 18     | 1      |        |
| Totale Lens     | Totale Lens     | Totale Lens     | 91         | 1          |                 | 8               | 0               |                    | -                  | -                  |             | -           | -           | 99     | 1      |        |
| 2019-2020       | Brest           | L1              | 14         | 0          | CF+CdL          | 1+1             | 0               |                    | -                  | -                  |             | -           | -           | 16     | 0      |        |
| 2020-2021       | Brest           | L1              | 27         | 1          | CF              | 2               | 0               |                    | -                  | -                  |             | -           | -           | 29     | 1      |        |
| 2021-2022       | Brest           | L1              | 37         | 1          | CF              | 3               | 0               |                    | -                  | -                  |             | -           | -           | 40     | 1      |        |
| 2022-2023       | Brest           | L1              | 34         | 0          | CF              | 2               | 0               |                    | -                  | -                  |             | -           | -           | 36     | 0      |        |
| Totale Brest    | Totale Brest    | Totale Brest    | 112        | 2          |                 | 9               | 0               |                    | -                  | -                  |             | -           | -           | 121    | 2      |        |
| 2023-2024       | Nantes          | L1              | 19         | 0          | CF              | 1               | 0               |                    | -                  | -                  |             | -           | -           | 20     | 0      |        |
| 2024-gen. 2025  | Nantes          | L1              | 9          | 0          | CF              | 1               | 0               |                    | -                  | -                  |             | -           | -           | 10     | 0      |        |
| Totale Nantes   | Totale Nantes   | Totale Nantes   | 28         | 0          |                 | 2               | 0               |                    | -                  | -                  |             | -           | -           | 30     | 0      |        |
| gen.-giu. 2025  | Kortrijk        | D1              | 7+5        | 3+1        | CB              | -               | -               | -                  | -                  | -                  | -           | -           | -           | 12     | 4      |        |
| Totale Carriera | Totale Carriera | Totale Carriera | 243        | 7          |                 | 19              | 0               |                    | -                  | -                  |             | -           | -           | 262    | 7      |        |

### Cronologia presenze e reti in nazionale
| Cronologia completa delle presenze e delle reti in nazionale ― Haiti | Cronologia completa delle presenze e delle reti in nazionale ― Haiti | Cronologia completa delle presenze e delle reti in nazionale ― Haiti | Cronologia completa delle presenze e delle reti in nazionale ― Haiti | Cronologia completa delle presenze e delle reti in nazionale ― Haiti | Cronologia completa delle presenze e delle reti in nazionale ― Haiti | Cronologia completa delle presenze e delle reti in nazionale ― Haiti | Cronologia completa delle presenze e delle reti in nazionale ― Haiti |
| Data                                                                 | Città                                                                | In casa                                                              | Risultato                                                            | Ospiti                                                               | Competizione                                                         | Reti                                                                 | Note                                                                 |
| -------------------------------------------------------------------- | -------------------------------------------------------------------- | -------------------------------------------------------------------- | -------------------------------------------------------------------- | -------------------------------------------------------------------- | -------------------------------------------------------------------- | -------------------------------------------------------------------- | -------------------------------------------------------------------- |
| 23-3-2024                                                            | Remire-Montjoly                                                      | Guyana francese                                                      | 1 – 1                                                                | Haiti                                                                | Amichevole                                                           | -                                                                    |                                                                      |
| 6-6-2024                                                             | Bridgetown                                                           | Haiti                                                                | 2 – 1                                                                | Saint Lucia                                                          | Qual. Mondiali 2026                                                  | 1                                                                    |                                                                      |
| 9-6-2024                                                             | Bridgetown                                                           | Barbados                                                             | 1 – 3                                                                | Haiti                                                                | Qual. Mondiali 2026                                                  | -                                                                    |                                                                      |
| 6-9-2024                                                             | Mayagüez                                                             | Porto Rico                                                           | 1 – 4                                                                | Haiti                                                                | CONCACAF Nations League 2024-2025 - 1º turno                         | -                                                                    |                                                                      |
| 9-9-2024                                                             | Mayagüez                                                             | Haiti                                                                | 6 – 0                                                                | Sint Maarten                                                         | CONCACAF Nations League 2024-2025 - 1º turno                         | -                                                                    | 77’                                                                  |
| 22-3-2025                                                            | Sumqayıt                                                             | Azerbaigian                                                          | 0 – 3                                                                | Haiti                                                                | Amichevole                                                           | -                                                                    |                                                                      |
| 7-6-2025                                                             | Oranjestad                                                           | Aruba                                                                | 0 – 5                                                                | Haiti                                                                | Qual. Mondiali 2026                                                  | -                                                                    |                                                                      |
| 10-6-2025                                                            | Oranjestad                                                           | Haiti                                                                | 1 – 5                                                                | Curaçao                                                              | Qual. Mondiali 2026                                                  | -                                                                    |                                                                      |
| 15-6-2025                                                            | San Diego                                                            | Haiti                                                                | 0 – 1                                                                | Arabia Saudita                                                       | Gold Cup 2025 - 1º turno                                             | -                                                                    | 87’                                                                  |
| 19-6-2025                                                            | Houston                                                              | Trinidad e Tobago                                                    | 1 – 1                                                                | Haiti                                                                | Gold Cup 2025 - 1° turno                                             | -                                                                    | 39’                                                                  |
| Totale                                                               |                                                                      | Presenze                                                             | 10                                                                   |                                                                      | Reti                                                                 | 1                                                                    |                                                                      |